# Poa fawcettiae
Poa fawcettiae är en gräsart som beskrevs av Joyce Winifred Vickery. Poa fawcettiae ingår i släktet gröen, och familjen gräs. Inga underarter finns listade i Catalogue of Life.